# Herberge (Wüstung)
Die abgegangene frühmittelalterliche Siedlung Herberge liegt auf der Gemarkung von Endersbach, einem Stadtteil der Großen Kreisstadt Weinstadt im baden-württembergischen Rems-Murr-Kreis. Über die Geschichte der Siedlung ist nicht mehr viel bekannt.

## Lage
Nach Eugen Bellon befand sich die Siedlung an einem flachen Abhang oberhalb der Rems, bei den Fluren Fahrenbronn, Herberge (auch Heerberge) und Kalkofen. Da die Wohnhäuser des frühen Mittelalters vollständig aus Holz erbaut wurden, haben sich keine Reste erhalten. Der Bereich ist heute durch die Trasse der Bundesstraße 29 und von einem Gewerbegebiet modern überbaut.

## Geschichte
Aus dem Flurnamen Herberge kann geschlossen werden, dass die Siedlungsreste in der frühen Neuzeit wohl noch bekannt waren. Im Januar 1975 entdeckten die Heimatforscher H. und Th. Schlipf ein Steinkammergrab in dieser Flur. Weiterhin kam eine alemannische Gürtelschnalle zum Vorschein, die in Merowingerzeit (560 bis 600 nach Christus) datiert werden konnte. Im Frühjahr 1988 konnten H. Schlipf und Wolf-Dieter Forster Reste eines anderen Grabes und weitere Bruchstücke von Steinkammergräbern. Die Experten gingen von einer alemannischen Siedlung in dem Bereich aus, möglicherweise bei der Mündung des Haldenbachs in die Rems. Die Quelle in der Flur Fahrenbronn dürfte die Viehtränke der Siedlung gewesen sein.